# Deine Lakaien
Deine Lakaien é um grupo de Darkwave alemão, formado pelo vocalista Alexander Veljanov e pelo compositor de formação clássica, pianista e baterista Ernst Horn

## Discografia
Albuns
- 1986 - Deine Lakaien
- 1991 - Dark Star
- 1992 - Dark Star Live
- 1993 - Forest Enter Exit
- 1995 - Acoustic   (ao vivo)
- 1996 - Winter Fish Testosterone
- 1999 - Kasmodiah
- 2002 - White Lies
- 2003 - 1987 - The Early Works
- 2003 - Live in Concert
- 2005 - April Skies
- 2007 - 20 Years Of Electronic Avantgarde  (ao vivo/gravado com orquestra)
- 2010 - Indicator
- 2013 - Acoustic II ‎ (2xLP, Ltd, Album)

Singles and EPs
- 1991 - 2nd Star EP
- 1994 - Mindmachine
- 1997 - Return
- 1999 - Into My Arms
- 1999 - Sometimes
- 2001 - Generators
- 2001 - Where You Are/In The Chains Of
- 2005 - Over and Done
- 2005 - Secret Hideaway - Promo
- 2010 - Gone
- 2011 - One Night

Vídeo/DVD
- 1994 - Mindmachine
- 1994 - Forest Enter Exit  (ao vivo)
- 1996 - First Decade  (compilação)
- 2003 - Live In Concert  (DVD ao vivo)
- 2006 - The concert that never happened before  (DVD ao vivo)
- 2007 - 20 Years Of Electronic Avantgarde, 2007  (ao vivo/gravado com orquestra)